# DaVinci Re
DaVinci Reinsurance ist ein Rückversicherungsunternehmen mit Hauptsitz in Hamilton auf den Bermudas. Es gehört zu den größten Rückversicherungsunternehmen des Landes.

## Hintergrund
DaVinci Re wurde im Oktober 2001 als Sidecar von RenaissanceRe und State Farm zur Absicherung von Katastrophenrisiken in der Sachversicherung gegründet. Bereits kurze Zeit später stiegen weitere Investoren ein. Im Zuge der Übernahme von Validus und zugehöriger Tochtergesellschaften durch RenaissanceRe vom bisherigen Eigentümer AIG im Mai 2023 investierte der US-amerikanische Versicherungskonzern im Gegenzug unter anderem in die weiterhin von RenaissanceRe geführte DaVinci Re.
Das Unternehmen verfügt über Niederlassungen in Singapur und der Schweiz.